# Dichaetophora wulaiensis
Dichaetophora wulaiensis är en tvåvingeart som först beskrevs av Toyohi Okada 1984.  Dichaetophora wulaiensis ingår i släktet Dichaetophora och familjen daggflugor.
Artens utbredningsområde är Taiwan. Inga underarter finns listade i Catalogue of Life.